# Карабала
Карабала (Степан Арутюнян, арм. Կարաբալա — с турецкого «Смуглый»; 1900—1965) — ереванский эксцентрик, продавец цветов.

## Жизнь
Карабала родился в богатой семье в начале XX века в одном из районов Еревана — Канакере. При рождении его звали Степан Арутюнян. Семье, в которой родился Степан, принадлежали обширные сады «Флораи айгинер» (арм. Ֆլորայի այգիներ — «Цветочные сады») на месте современного метро Еритасардакан. 
После установления советской власти семья потеряла всё своё богатство, но жизнь продолжалась. Став юношей, Степан женился на девушке из города Раздан по имени Ашхен, а в 1926 году у них родился сын Жоржик. В 1934—1936 гг. Степан находился под арестом за «публичное оскорбление власти» и оказался в одной камере с великим армянским поэтом Егише Чаренцем, который воспел в одном из своих стихотворений Степана.
Ашхен, жена Степана, не дождалась мужа и вышла замуж за другого человека. Когда Степан вышел из тюрьмы, то у него не оказалось ни дома, ни жены, ни сына, с которым ему было запрещено теперь видеться. Сын Жорж рос с четырьмя сводными сёстрами в доме рядом с садом Комитаса. Ашхен не любила говорить о своём первом муже. Степан, теперь уже «Карабала», начал дарить розы проходившим девушкам на улице Астафьяна (ныне — Абовян). Он влюбился в известную актрису Арус Восканян, которая часто по этой улице ходила на работу в театр и каждое утро получала по прекрасной розе. Однажды на Карабалу напал с ножом ревнивый турок, однако ловкий Карабала убил нападавшего его же ножом.
До сына Жоржа дошли слухи, что во время следствия Ашхен показали какие-то фотографии, которые уличали Карабалу в измене жене. Сейчас трудно представить, что Карабала, оставшийся в памяти ереванцев как символ доброты и бескорыстия мог быть плохим семьянином. Но факт, что его, народного любимца, не любила мать его единственного сына… Такова, видимо, цена всенародной любви…
Когда у Жоржа, единственного сына Степана, родился первый сын Левон, Ашхен все же решила показать внука дедушке. Они пришли на улицу Абовяна (тогда Астафьяна), где Карабала неизменно стоял со своей корзинкой цветов, и Карабала дрожащими руками прижал к груди свой самый прекрасный цветок — маленького Левона, с которым виделся в первый и последний раз.
Согласно легенде, Карабала присматривал за могилой первой жены своего покойного друга Чаренца — Арпеник, продолжал дарить розы молодым девушкам на улице. Замерз на улице и умер от переохлаждения.
Умер Карабала в 1965 году, где его могила, родные не знают.

## Память
В 1991 году на улице Абовяна был установлен памятник Карабале (скульптор Левон Токмаджян).
Есть одноименная песня армянского исполнителя Папина Погосяна.
«Будто ты родился старым, с корзинкой цветов в руке,
Украшая жизнь вином, с доброй улыбкой на лице.
И даря цветы» — поётся в песне.
Также, в память о Карабале можно встретить множество вывесок цветочных магазинов, кафе и т. д.